# Potato
Potato (ポテト Potato?) (en. potatis) är en japansk idoltidning som särskilt riktar sig till tjejer. Innehållet berör olika medlemmar i banden skapade av Johnny's Jimusho (ジャニーズ事務所 janīzu jimusho?), den japanska idolagenturen som lanserar pojkband. Tidningen ges ut sedan oktober 1984. Tidningen ges ut av Gakken.